# Николаевич, Синиша
Синиша Стеванович Николаевич (серб. Синиша Стевана Николајевић; 11 декабря 1914, Пирот — 12 июля 1943, Шековичи) — югославский партизан, участник Народно-освободительной войны, Народный герой Югославии.

## Биография
Родился 11 декабря 1914 года в Пироте. Его отец, Стеван, был преподавателем немецкого и латинского языка. Синиша учился в разных школах и гимназиях Сербии, после получения среднего образования был принят в Военную академию, которую окончил в 1936 году. В 1941 году вступил в войну против немцев как интендантский лейтенант 3-го Белградского артиллерийского дивизиона.
После разгрома Югославии Николаевич избежал плена, но был насильно включён в состав Сербской государственной стражи, которая подчинялась коллаборационистскому правительству Милана Недича. Летом 1941 года в Шабаце Синиша сбежал из стражи, присоединившись к партизанам, и добрался до дома сестры в селе Жарково. При поддержке инженера Василия «Цилета» Ивановича, секретаря Жарковского райкома КПЮ, вступил в Посавский партизанский отряд.
Синиша занял должность командира роты 2-го батальона в отряде, в начале ноября 1941 года был принят в Коммунистическую партию Югославии. После Первого антипартизанского наступления и отступления партизан в Санджак он вступил в 1-ю пролетарскую ударную бригаду, где возглавил 3-ю роту в 6-м белградском батальоне.
Синиша участвовал во многочисленных боях в составе бригады. В августе 1942 года батальон получил личную благодарность от Верховного штаба НОАЮ после захвата Дувно, а Синиша был назначен командиром батальона. Позднее он участвовал и в битве за Теслич с 1 по 2 января 1943. В апреле 1943 года был назначен заместителем командира 6-й краинской ударной дивизии, в составе которой отражал Пятое антипартизанское наступление. В мае 1943 года получил звание подполковника после официального утверждения воинских званий в НОАЮ.
В июле 1943 Николаевич был назначен начальником штаба 17-й восточнобоснийской дивизии и получил задание: помочь 6-й восточнобоснийской бригаде переправить из Щековичей в Маевицу раненых. По пути бригаду атаковала 369-я хорватская пехотная дивизия с направления Тузла-Зворник. Синиша погиб после взрыва гранаты.
Указом Президиума Народной Скупщины Федеративной Народной Республики Югославии от 20 декабря 1951 года Синиша Николаевич был награждён посмертно званием Народного героя Югославии.